# 福田晴瞭
福田 晴瞭（ふくだ はれあき、1943年8月18日 - ）は、日本のヤクザ。指定暴力団・二代目住吉会会長、住吉一家七代目総長。

## 略歴
1943年千葉県松戸市生まれ。小中学校を青森県で過ごす。東京の高校に進学。
平成10年（1998年）6月、住吉会理事長住吉一家小林会二代目会長だった福田晴瞭は、住吉会会長西口茂男に指名され住吉会会長となった。
福田晴瞭は、住吉一家小林会三代目会長に小林忠紘を据えた。
2014年4月、住吉会会長職を関功に譲り、自身は住吉会特別相談役に就任した。

## 法規命令
2012年9月27日、米財務省は、FUKUDA, Hareakiを国外の著しい犯罪組織とその支持者であるとして、国際緊急経済権限法・大統領令13581号に基づき、米国司法権の及ぶ範囲の資産凍結、米国民との取引禁止させる制裁対象とした。